# Peter Rawlinson
Peter Anthony Grayson Rawlinson (26 juin 1919 - 28 juin 2006) est un avocat anglais, homme politique conservateur et auteur. Il est député d'Epsom pendant 23 ans, de 1955 à 1978, et occupe les fonctions de solliciteur général (1962-1964) et de procureur général pour la juridiction d’Angleterre-et-Galles (1970-1974) et pour l’Irlande-du-Nord (1972-1974). S'il avait été nommé Lord Chancelier, comme cela semblait probable au milieu des années 1970, il aurait été le premier catholique romain à occuper ce poste depuis Thomas More en 1532.

## Jeunesse
Rawlinson est né à Iping, Sussex de l'Ouest  ou Birkenhead, Cheshire  le 26 juin 1919. Il est le fils du lieutenant-colonel AR Rawlinson, figure du renseignement militaire et scénariste. Il est éduqué par des moines bénédictins à Downside, près de Bath, Somerset. Il étudie le droit au Christ's College de Cambridge, où il rejoint les Cambridge Footlights. Il est ensuite élu membre honoraire de son collège en 1981.
Cependant, il ne reste qu'un an à l'université, puis va au collège militaire de Sandhurst, au début de la Seconde Guerre mondiale en 1939. Il rejoint les Irish Guards en 1940. En 1943, il est blessé au combat alors qu'il sert en Afrique du Nord et est mentionné dans les dépêches. Il est démobilisé comme major en 1946.

## Carrière juridique
Rawlinson est admis au barreau d'Inner Temple en 1946, juste avant de quitter l'armée. Il est conseiller en 1962 et trésorier en 1984. Il rejoint le cabinet de Walter Monckton. Le premier de ses dossier qui a attiré l'attention du public est celui d'Alfred Charles Whiteway, dans l'affaire du meurtre de Towpath en 1953, dans laquelle il est avocat junior. Il soumet le principal détective de la brigade des meurtres de la police, Herbert Hannam, à un contre-interrogatoire approfondi pendant 2 jours, qui révèle des lacunes substantielles dans le récit de Hannam d'une confession par Whiteway. Whiteway est condamné et pendu.
Il est également avocat junior dans la défense infructueuse de Peter Wildeblood, jugé avec Edward Montagu et Michael Pitt-Rivers pour indécence en 1954. Un an plus tard, en 1955, il est avocat junior de Melford Stevenson dans la défense de Ruth Ellis, qui est pendue. Il défend également le général Anders dans une affaire de diffamation. Il devient Conseil de la Reine en 1959. Il est enregistreur de Salisbury de 1961 à 1962, et enregistreur de Kingston upon Thames de 1975 à 2002. Il est leader du Western Circuit de 1975 à 1982. En 1965, il défend le Daily Express dans une action relative aux D-Notices.

## Carrière politique
Membre du Parti conservateur, il se présente comme candidat pour Hackney South aux élections générales de 1951, perdant face au titulaire travailliste, Herbert Butler. Il est élu aux élections générales de 1955 pour le siège conservateur sûr d'Epsom et occupe le siège jusqu'à ce qu'il soit aboli aux élections générales de février 1974. Il est réélu pour le nouveau siège d'Epsom et d'Ewell qu'il occupe jusqu'à son anoblissement en 1978.
Il est nommé solliciteur général par Harold Macmillan en juin 1962 à la suite de la Nuit des longs couteaux, recevant la chevalerie coutumière et mène les poursuites contre l'espion John Vassall (avec la démission ultérieure d'un ministre junior, Tam Galbraith) et dans l'affaire Profumo, dans laquelle son offre de démission est refusée.
Il est admis au Conseil privé lors des distinctions honorifiques du Nouvel An de 1964 et reste sur les banquettes avant de l'opposition, après que le gouvernement ait perdu les élections générales de 1964, mais revient sur les banquettes de l'arrière après avoir soutenu sans succès Reginald Maudling comme nouveau chef du parti. Depuis les banquettes arrière, il mène l'opposition à l'abolition de la peine de mort. Il est procureur général pendant le gouvernement d'Edward Heath, de 1970  à 1974. Exceptionnellement, il mène de nombreuses poursuites en personne, dont celle des frères Hosein pour l'enlèvement et le meurtre de Muriel McKay (qu'ils avaient confondu avec la femme de Rupert Murdoch).
Il comparait devant la Chambre des lords, arguant que le Times a commis un outrage au tribunal en publiant les détails des cas impliquant la thalidomide, ce qui a suscité la colère, en particulier, de Bernard Levin, qui a écrit qu'il semblait vouloir que la loi soit appliquée en privé. Il poursuit également des membres de l'IRA pour des attentats à la bombe à Londres et à Aldershot. En 1972, lorsque le Parlement de Stormont est suspendu, il devient également procureur général pour l'Irlande du Nord, et est donc appelé au barreau  et est nommé conseiller de la Reine en Irlande du Nord cette année-là. Il est une cible de la brigade en colère, qui tente des attentats à la bombe contre sa maison à plusieurs reprises.

## Retraite
Il prend sa retraite de la Chambre des communes en 1978 et est créé pair à vie le 17 avril 1978 sous le nom de baron Rawlinson d'Ewell, d'Ewell dans le comté de Surrey. Il nourrissait l'espoir d'être nommé Lord Chancelier ou Lord Chief Justice (la loi ayant été modifiée en 1974 pour permettre à un catholique romain d'occuper le poste, largement considéré à l'époque comme une mesure permettant à Rawlinson d'occuper le poste), mais sa position politique diverge de ceux du nouveau chef conservateur, Margaret Thatcher, et on ne lui a jamais offert aucun poste. Chez les Lords, il soutient les restrictions sur l'avortement et le divorce, et s'oppose à l'introduction de frais conditionnels dans les affaires juridiques.
Après sa retraite, il défend le Daily Mail dans une action en diffamation intentée par l'Église de l'Unification en 1980, et prend sa retraite du barreau en 1985, mais est président du Sénat des Inns of Court et du Barreau de 1986 à 1987. Il est également membre honoraire de l'American Bar Association et membre honoraire de l'American College Trial Lawyers.
Il est aussi auteur, ayant publié un recueil de poésie en 1943, son autobiographie en 1989, des livres sur des thèmes inspirés de sa foi catholique, et plusieurs romans sur des thèmes juridiques ; l'un, Haine et mépris, remporte le prix Rumpole.
Il est membre de White's et du Marylebone Cricket Club, vice-président du Royal Automobile Club et président des Friends of London Oratory de 1980 à 1995. Il est également administrateur de Daily Telegraph plc.

## Famille
Il s'est marié deux fois :
1. Haidee Kavanagh (1940-1954) (trois filles); (mariage dissous et annulé par la Rote Sacrée, Rome 1954)
2. Elaine Dominguez (1954-2006) (deux fils et une fille)

Sa seconde épouse est sa cousine germaine, leurs mères étant les filles de Sir Henry Grayson .

## Publications
- War Poems and Poetry 1943
- Public Duty and Personal Faith - the example of Thomas More 1978
- A Price Too High (autobiography) 1989
- The Jesuit Factor 1990
- The Colombia Syndicate (novel) 1991
- Hatred and Contempt (novel) 1992
- His Brother's Keeper (novel) 1993
- Indictment for Murder (novel) 1994
- The Caverel Claim (novel) 1998
- The Richmond Diary (novel) 2001
- A Relic of War (novel) 2004